# Гарбаняте Миланезе
Гарбаня̀те Миланѐзе (на италиански: Garbagnate Milanese, на западноломбардски: Garbagnàa, Гарбаняа) е град и община в Северна Италия, провинция Милано, регион Ломбардия. Разположен е на 179 m надморска височина. Населението на общината е 26 568 души (към 2012 г.).